# Abū Sahl al-Qūhī
Abū Sahl Wayjan ibn Rustam al-Qūhī (al-Kūhī) foi um persa  matemático, físico e astrônomo. Quhi foi de Kuh (ou Quh), uma área no Tabaristão, e floresceu em Bagdá no século X. É considerado um dos maiores geômetras muçulmanos.
Muitos escritos matemáticos e astronômicos são atribuídos a ele. Foi um líder dos astrônomos trabalhando em 988 no observatório construído pelo emir buída Xarafe Adaulá. Devotou sua atenção aos problemas arquimedianos e apolonianos conduzindo às equações superiores as de segundo grau. Resolveu algumas delas e discutiu as condições de resolução.